# Thamnophis hammondii
Thamnophis hammondii är en ormart som beskrevs av Kennicott 1860. Thamnophis hammondii ingår i släktet strumpebandssnokar, och familjen snokar. Inga underarter finns listade i Catalogue of Life.
Denna orm förekommer i en bredare remsa längs Stilla havet från centrala Kalifornien (USA) till halvön Baja California (Mexiko). Arten lever i låglandet och i bergstrakter upp till 2450 meter över havet. Thamnophis hammondii hittas alltid nära vattenansamlingar i galleriskogar (ibland med palmer) och halvöknar. Äggen kläcks inuti honans kropps så att levande ungar föds.
Beståndet hotas av alla förändringar som orsakas av människor. Några exemplar dödas av grodan Lithobates catesbeianus. Populationens minskning över tre generationer uppskattas med 10 procent. IUCN kategoriserar arten globalt som livskraftig.